# Cao Tiến Thụ
Cao Tiến Thụ (sinh 1945) là đại biểu Quốc hội Việt Nam khóa X. Ông thuộc đoàn đại biểu Hải Phòng.
Ông có thời gian giữ chức Tổng Giám đốc Cảng Hải phòng, Phó Chủ tịch Hiệp hội Cảng biển Việt Nam (1995 - 2007), sau đó làm Ủy viên Hội đồng Quản trị Tổng công ty Hàng hải Việt Nam , nghỉ hưu theo chế độ từ ngày 1 tháng 8 năm 2006. 